# Hildegarda Bigocka
Hildegarda Bigocka ps. „Halina”, „Hilda”, „Maria”, nazwisko organizacyjne Halina Kwiatkowska (ur. 2 czerwca 1910 w Wyczlinie, zm. 11 grudnia 1943 w KL Auschwitz) – harcerka, kurierka Armii Krajowej.

## Życiorys
Urodziła się 2 czerwca 1910 w rodzinie Adolfa i Agaty z domu Dopka. Harcerka, a w latach 1937–1939 była działaczką Polonii gdańskiej. Członkini PWK przy klubie „Gedania”. Jako instruktorka była przeszkolona w dywersji pozafrontowej. W Gdańsku była urzędniczką Banku Polsko–Brytyjskiego. W konspiracji jeździła na trasie północnej do Gdańska jako kurierka łączności zagranicznej komórki „Zagroda” Oddziału Łączności konspiracji Komendy Głównej AK. W drodze do Gdyni ubezpieczała „Jana Kwiatkowskiego” (Jan Nowak Jeziorański - kurier KG AK). Realizując różne zadania przyjeżdżała na Wybrzeże oraz zbierała informacje o transportach wojskowych. 10 czerwca 1943 została aresztowana w Nowym Dworze, gdy wiozła zestaw dokumentów dla powracającego ze Szwecji Jana Nowaka. Początkowo była więziona w Pomiechówku, a następnie na Pawiaku. Wywieziona została 4/5 października 1943 do Auschwitz-Birkenau (nr obozowy 64367), gdzie zmarła.
Pośmiertnie odznaczona Krzyżem Srebrnym Orderu Virtuti Militari